# Sommassi
Sommassi est une localité située dans le département d'Ourgou-Manéga de la province de l'Oubritenga dans la région Plateau-Central au Burkina Faso.

## Santé et éducation
Sommassi accueille un dispensaire isolé tandis que le centre de santé et de promotion sociale (CSPS) le plus proche se trouve à Ourgou et que le centre médical avec antenne chirurgicale (CMA) de la province est à Ziniaré.
Le village possède une école primaire publique.